# Dr. Tax
Dr. Tax ist eine Schweizer Software für Steuerberater, Steuerbehörden, Unternehmen und private Steuerzahler. Herstellerin ist die Ringler Informatik AG mit Hauptsitz in Baar im Kanton Zug und Zweigniederlassung in Lausanne.
Die Software ist als Desktop- bzw. Client-/Serverlösung für alle 26 Schweizer Kantone verfügbar und enthält folgende Hauptmodule:
- Steuererklärung für natürliche Personen
- Steuererklärung für juristische Personen
- Mehrwertsteuer-Abrechnung
- Lohnausweis
- Snapform Formulare der ESTV

## Geschichte
- 1986: Ringler Informatik AG entwickelt die erste Steuersoftware-Lösung der Schweiz auf Unix- und DOS-Basis.
- 1994: Die Steuerlösung wird für Windows 3.x neu lanciert, und zum ersten Mal werden Formulare originalgetreu am Bildschirm angezeigt. Zudem wird die Marke „Dr. Tax“ am 30. August offiziell im Schweizer Markenregister eingetragen.
- 2008–2013: Die Dr. Tax Suite wird für die Länder China, Österreich und Polen entwickelt, um internationale Märkte zu bedienen. 2014 wird die Entwicklung für diese Länder jedoch wieder eingestellt, um sich auf den Schweizer Markt zu konzentrieren.
- 2015: Dr. Tax wird in der dritten Generation unter Java lanciert. Im selben Jahr führt Dr. Tax im Kanton Freiburg die erste komplett papierlose und unterschriftsfreie Einreichung von Steuererklärungen ein. Die unterschriftsfreie Einreichungsmöglichkeit wird 2016 vom Kanton Luzern übernommen und ab 2018 auch im Kanton Obwalden eingesetzt.
- 2018: Die erste webbasierte Erfassungslösung für Steuererklärungen unter dem Namen eTax.OW wird im Kanton Obwalden eingeführt, was die Benutzerfreundlichkeit und Effizienz der Steuererfassung weiter verbessert.

## Offizielle E-Tax Lösungen der Kantonalen Steuerverwaltungen
Folgende Steuerverwaltungen haben eine desktop- oder webbasierte Deklarationslösung von Ringler Informatik AG lizenziert, welche als die offizielle Deklarationslösung kostenlos an Steuerpflichtige abgegeben wird:
- Kanton Aargau (eQuellensteuer-Abrechnung)
- Kanton Appenzell Innerrhoden (AI-Tax)
- Kanton Basel-Landschaft (E-Tax BL)
- Kanton Freiburg (FriTax)
- Kanton Glarus (eTax Glarus)
- Kanton Neuenburg (Clic&Tax)
- Kanton Nidwalden (eTax Nidwalden)
- Kanton Obwalden (eTax.OW)
- Kanton Schwyz (eTax.SZ NP und JP)
- Kanton Solothurn (eTax Solothurn)
- Kanton Uri (eTax-UR)

Die Ringler Informatik AG bietet zudem weitere, webbasierte Deklarationslösungen an, u. a. für die Kantone Luzern, St. Gallen, Zug und Zürich.

## Übernahmen durch Ringler Informatik AG
Folgende Steuerlösungen für Steuerberater wurden durch Ringler Informatik AG übernommen:
- 2013 "CompuSTE" der Firma CM-Solutions AG
- 2010 "Pebe Steuern" der Firma Abraxas Informatik AG